# ITMA
Die ITMA (Abkürzung für International Textile Machinery Association exhibition) ist eine internationale Fachmesse in der Textil- und Bekleidungsindustrie, die alle vier Jahre stattfindet. Nach Angaben des Veranstalters handelt es sich um die größte Messe in diesem Bereich. An ihr nehmen Hersteller von Textilmaschinen und Besucher aus aller Welt teil. Sie dient als Plattform für die neuesten Entwicklungen im Textilmaschinenbau und hinsichtlich der Prozesse zur Herstellung von Fasern, Garn und textilen Produkten im Allgemeinen.

## Geschichte
Die erste International Textile Exhibition wurde 1951 im Grand Pailai de la Foire de Lille in Lille ausgetragen. Seither findet die Veranstaltung unter dem Namen ITMA alle vier Jahre in verschiedenen Ländern statt. Die Anzahl von Ausstellern nahm von 278 bei der ersten ITMA auf 881 bei der fünften ITMA in Basel im Jahr 1967 zu. 2023 in Mailand waren 1709 Aussteller aus 47 Ländern vertreten und es wurden 111.000 Besucher aus 143 Ländern verzeichnet.

### Austragungen der ITMA
| Jahr      | Ort                                |
| --------- | ---------------------------------- |
| ITMA 1951 | Lille, Frankreich                  |
| ITMA 1955 | Brüssel, Belgien                   |
| ITMA 1959 | Mailand, Italien                   |
| ITMA 1963 | Hannover, Deutschland              |
| ITMA 1967 | Basel, Schweiz                     |
| ITMA 1971 | Paris, Frankreich                  |
| ITMA 1975 | Mailand, Italien                   |
| ITMA 1979 | Hannover, Deutschland              |
| ITMA 1983 | Mailand, Italien                   |
| ITMA 1987 | Paris, Frankreich                  |
| ITMA 1991 | Hannover, Deutschland              |
| ITMA 1995 | Mailand, Italien                   |
| ITMA 1999 | Paris, Frankreich                  |
| ITMA 2003 | Birmingham, Vereinigtes Königreich |
| ITMA 2007 | München, Deutschland               |
| ITMA 2011 | Barcelona, Spanien                 |
| ITMA 2015 | Mailand, Italien                   |
| ITMA 2019 | Barcelona, Spanien                 |
| ITMA 2023 | Mailand, Italien                   |
| ITMA 2027 | Hannover, Deutschland              |

## Veranstalter
Der Veranstalter CEMATEX ist ein Konsortium aus neun nationalen Textilmaschinenbauverbänden.

## Technologische Entwicklungen in der Textilindustrie
Einige Maschinenbauer zeigen ihre Neuentwicklungen erstmalig auf der ITMA. So wurden auf der ITMA 1967 Neuerungen beim Rotorspinnen und bei den Jet-Färbemaschinen präsentiert. Testgeräte für die Reifeprüfung der Baumwolle mittels Licht im nahen Infrarot (NIR) wurden bei der vierten Austragung in Hannover vorgeführt.

## ITMA Asia
Seit 2008 findet in Shanghai alle zwei Jahre die ITMA Asia statt. Die Veranstalter sind CEMATEX und die China Textile Machinery Association, deren Messe CITME parallel stattfindet.